# Cheiracanthium uncinatum
Cheiracanthium uncinatum là một loài nhện trong họ Miturgidae.
Loài này thuộc chi Cheiracanthium. Cheiracanthium uncinatum được Kap Yong Paik miêu tả năm 1985.